# Gillis Gillisz. de Bergh
Gillis Gillisz. de Bergh (ca. 1600 - 1669) was een Delfts kunstschilder van portretten en stillevens.  

## Biografie
Zijn vader was een zeilmaker uit Gent die circa 1590 naar Delft vertrok. Gillis de jonge was de broer van de historieschilder Mattheus de Bergh, en zijn oom Daniel de Bergh was zilversmid in Delft. Hij werd op 15 november 1624 lid van het Sint-Lucasgilde te Delft. 17 april 1638, hij woonde toen op het Zuideinde, trouwde hij met Maria Moreu van het Oude Delft.

## Werk
In het stadhuis van Maassluis hangen drie groepsportretten van het schippersgilde en van het stadsbestuur van hem, maar hij schilderde toch voornamelijk bloem-, jacht-, vanitas- en vruchtenstillevens. Zijn vroege werk toont een relatie met dat van Cornelis Jacobsz. Delff, en hij is mogelijk een leerling van Delff geweest. In de dertiger jaren werd zijn werk beïnvloed door Balthasar van der Ast en Jan Davidsz. de Heem. Tussen 1650 en zijn dood werden zijn schilderijen regelmatig in Delftse inventarissen vermeld. 
- Biografisch Portaal: 71908114
- RKD-Nederlands Instituut voor Kunstgeschiedenis: 7159
- Union List of Artist Names: 500024288
- Virtual International Authority File: 95831168